# Espinal Buenavista
Espinal Buenavista är en ort i Mexiko.   Den ligger i kommunen Villaflores och delstaten Chiapas, i den sydöstra delen av landet, 700 km sydost om huvudstaden Mexico City. Espinal Buenavista ligger 956 meter över havet och antalet invånare är 155.
Terrängen runt Espinal Buenavista är kuperad. Runt Espinal Buenavista är det ganska glesbefolkat, med 47 invånare per kvadratkilometer. I omgivningarna runt Espinal Buenavista växer huvudsakligen savannskog.